# El oráculo oculto
El oráculo oculto es una novela de fantasía de 2016 basada en la mitología griega y romana escrita por Rick Riordan. Es el primer libro de la serie Las pruebas de Apolo, la segunda serie derivada de Percy Jackson y los dioses del Olimpo. El libro sigue al dios Apolo, que fue arrojado desde el Olimpo a Nueva York y convertido en un adolescente como un castigo de su padre Zeus. Junto con la semidiosa Meg McCaffrey, van al Campamento Mestizo, donde Apolo descubre que para obtener el perdón de su padre, tendrá que recuperar el control de los cinco oráculos de la Antigua Grecia, empezando por el de la Arboleda de Dodona, que estaba escondida en el bosque del campamento.

## Argumento
Después de caer en un contenedor de basura en un callejón de Nueva York, el dios Apolo tiene recuerdos muy vagos de lo que le sucedió. Todo lo que recuerda es que su padre, Zeus, estaba extremadamente enojado y lo castigaba. Se entera de que fue convertido en un adolescente llamado Lester Papadopoulos. En el callejón, dos matones intentan robarle la billetera, pero una joven llamada Meg McCaffrey lo salvó, usando fruta para derribar a los matones. Meg reclama los servicios de Apolo, uniéndolo a ella hasta que se pague su deuda con Zeus. Con la ayuda del semidiós Percy Jackson, Apolo y Meg viajan a Campamento Mestizo, un campamento para semidioses. Después de llegar, Apolo descubre que el Oráculo de Delfos, en la forma de Rachel Elizabeth Dare, ya no puede emitir profecías; de manera similar, los viajes y la comunicación no funcionan para ninguno de los semidioses. El centauro Quirón también menciona que los campistas han estado desapareciendo al azar en el bosque. Más tarde, Meg es reclamada como una hija de Deméter, la diosa de la agricultura.
Al día siguiente, Apolo intenta practicar la música y el tiro con arco; pero al ser imperfecto, jura por el río Estigia que nunca usará un arco o un instrumento musical hasta que sea un dios de nuevo. Durante una "carrera mortal de tres patas" dentro del Laberinto, Apolo y Meg terminan bajo Delfos en Grecia, que actualmente está custodiado por Pitón. Lo oyen por casualidad hablando con "la Bestia" sobre como controlar todos los oráculos y como destruir la Arboleda de Dodona. Apolo y Meg logran salir del Laberinto, pero descubren que Kayla y Austin, los hijos de Apolo, desaparecieron. Después de que Rachel llegase al campamento, ella revela que los Terrenos Triunvirato han conspirado contra los dioses y están intentando controlar todos los oráculos, comenzando con el de Dodona, que está ubicado en el campamento y que había estado atrayendo a los campistas a sí mismo. Después de una noche de descanso, Apolo y Meg van a buscar la arboleda, pero son atacados por los mirmekes, que secuestran a Meg. Apolo intenta regresar al campamento, pero comienza a alucinar. Antes de desmayarse, encuentra a Rea, quien le da unas campanas de viento para que las ponga en el árbol más grande de la Arboleda de Dodona y lo teletransporta de vuelta al campamento. Después de despertarse, se da cuenta de que el líder de Terrenos Triunvirato es el Emperador Nerón.
Apolo regresa al bosque y encuentra el hogar de las mirmekes, liberando a Meg y encontrando la entrada de Dodona, donde están los semidioses desaparecidos. Nerón aparece y revela ser "la Bestia" y el padrastro de Meg, obligando a Apolo a abrir las puertas de la arboleda. Nerón intenta quemar la arboleda, pero Melocotones, el amigo karpoi del Meg, lo ataca antes de que pueda hacerlo. Nerón y Apolo luchan entre sí brevemente, hasta que Nerón usa fuego Griego en un último intento de destruir la arboleda. Las dríades vienen a ayudar y consumen el fuego para salvar la arboleda, sacrificándose en el proceso. Apolo ayuda a Meg a poner las campanas de viento en el árbol principal, el cual le da una profecía a Apolo. Meg le dice a Apolo que lo libera y huye. De vuelta en el campamento, Nerón envía el Colossus Neronis para destruirlo, pero con la ayuda de Percy y los otros campistas, Apolo derrota a la estatua golpeándola con una flecha encantada con una plaga. A la mañana siguiente, Leo Valdez y Calipso consiguen regresar al Campamento Mestizo, y los dos se ofrecen a ayudar a Apolo en su misión para salvar al Oráculo de Trofonio de Terrenos Triunvirato y encontrar a Meg.

## Desarrollo y promoción
En octubre de 2015, mientras estaba de gira promocionando The Sword of Summer (La espada del tiempo) , el primer libro de la serie Magnus Chase and the Gods of Asgard (Magnus Chase y los dioses de Asgard), Rick Riordan anunció que estaba trabajando en una nueva serie de cinco libros basada en el dios Apolo. La primera novela se tituló The Hidden Oracle y se planeó publicar el 3 de mayo de 2016.
Según Riordan, tuvo la idea de hacer una nueva serie en el universo de Percy Jackson después de escribir Los dioses griegos de Percy Jackson , cuando descubrió dos mitos sobre Zeus castigando a Apolo convirtiéndolo en un mortal. A Riordan le gustó el concepto y decidió "someter al pobre Apolo a este castigo por tercera vez", escribiendo una serie desde su punto de vista "como un mortal de 16 años recién exiliado".   Sin embargo, prometió que muchos de los personajes de Percy Jackson y los dioses del Olimpo y Los héroes del Olimpo regresarían en la nueva serie.
Además, debido a que Apolo es el dios de la poesía, el nombre de cada capítulo es un "mal haiku".

## Lanzamiento
El oráculo oculto fue lanzado originalmente en los Estados Unidos en tapa dura por Disney Hyperion el 3 de mayo de 2016. El audiolibro , narrado por Robbie Daymond, fue publicado en la misma fecha por Books on Tape.
Para las primeras impresiones, Disney Hyperion ofreció diferentes obsequios que variaron según el lugar donde se compró el libro: una carta de Apolo a Zeus en Barnes & Noble, un mapa ilustrado de las terribles experiencias de Apolo en Camp Half-Blood en Target, una calcomanía de Apolo en Books -a-Million , marcadores bilaterales con las versiones divina y mortal de Apolo en Walmart , y un cartel ilustrado que representa la "plaga de secretos" en Costco.
El oráculo oculto vendió alrededor de 62.000 unidades en su primera semana.